# أ. بي. موريسون جونيور
أ. بي. موريسون جونيور (بالإنجليزية: A. B. Morrison, Jr.)‏ هو لاعب كرة قدم أمريكية أمريكي، ولد في 4 يونيو 1878 في جنيف في الولايات المتحدة، وتوفي في 1967 في مقاطعة ميامي داد في الولايات المتحدة.